# Ascenso LPF Apertura 2019
El Torneo Apertura 2019 de la Liga de Ascenso (por motivo de patrocinio Liga de Ascenso Cable Onda) fue el final de la temporada 2019 de la segunda división del fútbol de Panamá.
El Campeón del torneo fue la SD Atlético Nacional consiguiendo su 3ª copa, luego de venver en la final 2-0 al Azuero FC en el Estadio Maracaná.
El torneo estaba contemplado a iniciar a finales del mes de julio de 2019, pero por problemas de reestructuración inició el 14 de septiembre y finalizará en el 7 de diciembre, con la gran final.

## Formato
El formato a para este Torneo Apertura, constará de una fase regular, a partidos únicos para cada uno de los equipos, partidos al azar como de local y visitante, para hacer un total de 8 juegos por equipo.
La fase final, constará de series de partidos a ida y vuelta, donde avanzará el ganador de la misma. Los emparejamientos dependerán de las posiciones en la que finalicen los equipos en la fase regular.

## Equipos participantes
Un total de nueve equipos participan en el torneo Apertura 2019 de la Liga Ascenso LPF, dos ellos lo harán en calidad de invitados, siendo estos:
SD Atlético Nacional, Colón C-3 FC, CD Centenario, San Martín FC, Azuero FC (Invitado), SD Panamá Oeste, Veraguas FC (Invitado), San Antonio FC (Expansión), Champions FC Academy (Campeón de la Copa Rommel Fernández).
A continuación cómo se distribuyen estos equipos por ciudad.
| Ciudad (Provincia)        | Equipos                                        |
| ------------------------- | ---------------------------------------------- |
| Ciudad de Panamá (Panamá) | SD Atlético Nacional, San Martín FC            |
| Colón (Colón)             | Colón C-3, CD Centenario, Champions FC Academy |
| Arraiján (Panamá Oeste)   | SD Panamá Oeste                                |
| Penonomé (Coclé)          | San Antonio FC                                 |
| Chitré (Herrera)          | Azuero FC (Invitado)                           |
| Santiago (Veraguas)       | Veraguas FC (Invitado)                         |

| Colón C-3 Champions FC Academy CD Centenario SD Panamá Oeste Santa Gema FC SD Atlético Nacional San Martín FC Azuero FC Veraguas FC Azuero FC Don Bosco FC |

## Clasificación

### Tabla de posiciones
|    | Equipos              | PJ | PG | PE | PP | GF | GC | Dif. | Pts. | Notas                        |
| -- | -------------------- | -- | -- | -- | -- | -- | -- | ---- | ---- | ---------------------------- |
| 1. | Colón C-3            | 8  | 5  | 2  | 1  | 11 | 7  | 4    | 17   | Clasifican a las semifinales |
| 2. | SD Panamá Oeste      | 8  | 4  | 2  | 2  | 15 | 8  | 7    | 14   | Clasifican a las semifinales |
| 3. | Azuero FC            | 8  | 3  | 4  | 1  | 12 | 5  | 7    | 13   | Clasifican a los Play-Offs   |
| 4. | Veraguas FC          | 8  | 3  | 3  | 2  | 13 | 11 | 2    | 12   | Clasifican a los Play-Offs   |
| 5. | SD Atlético Nacional | 8  | 3  | 3  | 2  | 11 | 9  | 2    | 12   | Clasifican a los Play-Offs   |
| 6. | San Martín FC        | 8  | 3  | 2  | 3  | 9  | 9  | 0    | 11   | Clasifican a los Play-Offs   |
| 7. | Champions FC Academy | 8  | 2  | 1  | 5  | 10 | 17 | -7   | 7    |                              |
| 8. | San Antonio FC       | 8  | 1  | 3  | 4  | 6  | 12 | -6   | 6    |                              |
| 9. | CD Centenario        | 8  | 1  | 2  | 5  | 6  | 15 | -9   | 5    | Último lugar                 |

## Fase Regular

### Calendario
Jornada 1
| Fecha            | Hora              | Equipo local      | Resultado | Equipo visitante | Estadio                  |
| ---------------- | ----------------- | ----------------- | --------- | ---------------- | ------------------------ |
| 14 de septiembre | 18:00             | Azuero            | 1:1       | Panamá Oeste     | Los Milagros (COS FC)    |
| 15 de septiembre | 15:00             | San Antonio       | 2:3       | Veraguas         | Virgilio Tejeira Andrión |
| 15 de septiembre | 19:00             | San Martín        | 1:2       | Colón C-3        | Luis E. Cascarita Tapia  |
| 2 de octubre     | 16:00             | Champions Academy | 2:3       | Centenario       | Armando Dely Valdés      |
| Libre:           | Atlético Nacional |                   |           |                  |                          |

Jornada 2
| Fecha            | Hora        | Equipo local      | Resultado | Equipo visitante | Estadio                 |
| ---------------- | ----------- | ----------------- | --------- | ---------------- | ----------------------- |
| 21 de septiembre | 16:00       | Atlético Nacional | 1:1       | San Martín       | Javier Cruz García      |
| 21 de septiembre | 16:00       | Panamá Oeste      | 3:0       | San Antonio      | Luis E. Cascarita Tapia |
| 22 de septiembre | 16:00       | Centenario        | 0:4       | Azuero           | Óscar Suman Carrillo    |
| 23 de septiembre | 20:00       | Champions Academy | 0:2       | Colón C-3        | Luis E. Cascarita Tapia |
| Libre:           | Veraguas FC |                   |           |                  |                         |

Jornada 3
| Fecha            | Hora          | Equipo local      | Resultado | Equipo visitante  | Estadio                 |
| ---------------- | ------------- | ----------------- | --------- | ----------------- | ----------------------- |
| 28 de septiembre | 16:00         | Veraguas          | 2:1       | Panamá Oeste      | Complejo de Atalaya     |
| 28 de septiembre | 18:00         | Azuero            | 0:0       | Colón C-3         | Los Milagros            |
| 29 de septiembre | 17:00         | Atlético Nacional | 3:1       | Champions Academy | Javier Cruz García      |
| 29 de septiembre | 18:00         | Centenario        | 0:1       | San Antonio       | Luis E. Cascarita Tapia |
| Libre:           | San Martín FC |                   |           |                   |                         |

Jornada 4
| Fecha        | Hora          | Equipo local      | Resultado | Equipo visitante  | Estadio                  |
| ------------ | ------------- | ----------------- | --------- | ----------------- | ------------------------ |
| 5 de octubre | 16:00         | Veraguas          | 2:2       | Atlético Nacional | Complejo de Atalaya      |
| 5 de octubre | 17:00         | Colón C-3         | 1:3       | Panamá Oeste      | Armando Dely Valdés      |
| 6 de octubre | 15:00         | San Antonio       | 1:1       | San Martín        | Virgilio Tejeira Andrión |
| 6 de octubre | 16:00         | Champions Academy | 1:4       | Azuero            | Óscar Suman Carrillo     |
| Libre:       | CD Centenario |                   |           |                   |                          |

Jornada 5
| Fecha          | Hora         | Equipo local      | Resultado | Equipo visitante | Estadio                 |
| -------------- | ------------ | ----------------- | --------- | ---------------- | ----------------------- |
| 12 de octubre  | 18:00        | Azuero            | 1:1       | San Antonio      | Los Milagros            |
| 13 de octubre  | 17:00        | Atlético Nacional | 2:0       | Centenario       | Javier Cruz García      |
| 13 de octubre  | 17:00        | San Martín        | 1:0       | Panamá Oeste     | Luis E. Cascarita Tapia |
| 4 de noviembre | 15:00        | Champions Academy | 1:1       | Veraguas         | Armando Dely            |
| Libre:         | Colón C-3 FC |                   |           |                  |                         |

Jornada 6
| Fecha           | Hora            | Equipo local | Resultado | Equipo visitante  | Estadio                  |
| --------------- | --------------- | ------------ | --------- | ----------------- | ------------------------ |
| 18 de octubre   | 20:00           | Azuero       | 0:0       | Atlético Nacional | Los Milagros             |
| 19 de octubre   | 15:00           | San Antonio  | 0:0       | Colón C-3         | Virgilio Tejeira Andrión |
| 20 de octubre   | 16:00           | Centenario   | 1:1       | Veraguas          | Óscar Suman Carrillo     |
| 12 de noviembre | 17:00           | San Martín   | 0:1       | Champios Academy  | Luis E. Cascarita Tapia  |
| Libre:          | SD Panamá Oeste |              |           |                   |                          |

Jornada 7
| Fecha           | Hora           | Equipo local | Resultado | Equipo visitante  | Estadio                 |
| --------------- | -------------- | ------------ | --------- | ----------------- | ----------------------- |
| 26 de octubre   | 15:00          | Veraguas     | 0:1       | Azuero            | Complejo de Atalaya     |
| 26 de octubre   | 17:00          | Colón C-3    | 2:1       | Atlético Nacional | Armando Dely            |
| 27 de octubre   | 16:00          | Centenario   | 0:2       | San Martín        | Óscar Suman Carrillo    |
| 17 de noviembre | 17:00          | Panamá Oeste | 3:1       | Champions Academy | Luis E. Cascarita Tapia |
| Libre:          | San Antonio FC |              |           |                   |                         |

Jornada 8
| Fecha         | Hora              | Equipo local      | Resultado | Equipo visitante | Estadio                 |
| ------------- | ----------------- | ----------------- | --------- | ---------------- | ----------------------- |
| 31 de octubre | 17:00             | Colón C-3         | 2:1       | Veraguas         | Armando Dely Valdés     |
| 31 de octubre | 17:00             | Panamá Oeste      | 1:1       | Centenario       | Agustín Muquita Sánchez |
| 31 de octubre | 20:00             | San Martín        | 2:1       | Azuero           | Luis E. Cascarita Tapia |
| 31 de octubre | 20:00             | Atlético Nacional | 1:0       | San Antonio      | Javier Cruz Gárcia      |
| Libre:        | Champions Academy |                   |           |                  |                         |

Jornada 9
| Fecha          | Hora      | Equipo local | Resultado | Equipo visitante  | Estadio                  |
| -------------- | --------- | ------------ | --------- | ----------------- | ------------------------ |
| 8 de noviembre | 15:00     | San Antonio  | 1:3       | Champions Academy | Virgilio Tejeira Andrión |
| 8 de noviembre | 15:00     | Veraguas     | 3:1       | San Martín        | Complejo de Atalaya      |
| 8 de noviembre | 20:00     | Colón C-3    | 2:1       | Centenario        | Armando Dely             |
| 8 de noviembre | 20:30     | Panamá Oeste | 3:1       | Atlético Nacional | Agustín Muquita Sánchez  |
| Libre:         | Azuero FC |              |           |                   |                          |

## Fase final
Esta fase consta de una serie de partidos únicos, una serie semifinal y la gran final.
|  | Play-Offs       | Play-Offs         | Play-Offs       |                   |   | Semifinales                                              | Semifinales                                              | Semifinales                                              | Semifinales                                              | Semifinales                                              |   |  | Final Apertura | Final Apertura | Final Apertura |  |
|  | 20 de noviembre | 20 de noviembre   | 20 de noviembre |                   |   | 23 y 24 de noviembre (Ida) 29 y 30 de noviembre (Vuelta) | 23 y 24 de noviembre (Ida) 29 y 30 de noviembre (Vuelta) | 23 y 24 de noviembre (Ida) 29 y 30 de noviembre (Vuelta) | 23 y 24 de noviembre (Ida) 29 y 30 de noviembre (Vuelta) | 23 y 24 de noviembre (Ida) 29 y 30 de noviembre (Vuelta) |   |  | 6 de diciembre | 6 de diciembre | 6 de diciembre |  |
|  |                 |                   |                 |                   |   |                                                          |                                                          |                                                          |                                                          |                                                          |   |  |                |                |                |  |
|  |                 |                   |                 |                   |   |                                                          |                                                          |                                                          |                                                          |                                                          |   |  |                |                |                |  |
|  | 4               | Veraguas          | 0               |                   |   |                                                          |                                                          |                                                          |                                                          |                                                          |   |  |                |                |                |  |
|  | 4               | Veraguas          | 0               |                   |   |                                                          |                                                          |                                                          |                                                          |                                                          |   |  |                |                |                |  |
|  | 5               | Atlético Nacional | 1               |                   |   |                                                          |                                                          |                                                          |                                                          |                                                          |   |  |                |                |                |  |
|  | 5               | Atlético Nacional | 1               |                   | 1 | Colón C-3                                                | 3                                                        | 0                                                        | 3(4)                                                     |                                                          |   |  |                |                |                |  |
|  |                 |                   |                 |                   | 1 | Colón C-3                                                | 3                                                        | 0                                                        | 3(4)                                                     |                                                          |   |  |                |                |                |  |
|  |                 |                   | 5               | Atlético Nacional | 3 | 0                                                        | 3 (5)                                                    |                                                          |                                                          |                                                          |   |  |                |                |                |  |
|  |                 |                   | 5               | Atlético Nacional | 3 | 0                                                        | 3 (5)                                                    |                                                          |                                                          |                                                          |   |  |                |                |                |  |
|  |                 |                   |                 |                   |   |                                                          |                                                          |                                                          |                                                          |                                                          |   |  |                |                |                |  |
|  |                 |                   |                 |                   |   |                                                          |                                                          |                                                          |                                                          |                                                          |   |  |                |                |                |  |
|  |                 |                   |                 |                   |   |                                                          |                                                          |                                                          | 5                                                        | Atlético Nacional                                        | 2 |  |                |                |                |  |
|  |                 |                   |                 |                   |   |                                                          |                                                          |                                                          |                                                          |                                                          | 2 |  |                |                |                |  |
|  |                 |                   | 3               | Azuero            | 0 |                                                          |                                                          |                                                          |                                                          |                                                          |   |  |                |                |                |  |
|  | 3               | Azuero            | 3               | Azuero            | 0 | 2                                                        |                                                          |                                                          |                                                          |                                                          |   |  |                |                |                |  |
|  | 3               | Azuero            |                 |                   |   |                                                          |                                                          |                                                          |                                                          |                                                          |   |  |                |                |                |  |
|  | 6               | San Martín        | 1               |                   |   |                                                          |                                                          |                                                          |                                                          |                                                          |   |  |                |                |                |  |
|  | 6               | San Martín        | 1               |                   | 2 | Panamá Oeste                                             | 1                                                        | 1                                                        | 2                                                        |                                                          |   |  |                |                |                |  |
|  |                 |                   |                 |                   | 2 | Panamá Oeste                                             | 1                                                        | 1                                                        | 2                                                        |                                                          |   |  |                |                |                |  |
|  |                 |                   | 3               | Azuero            | 1 | 2                                                        | 3                                                        |                                                          |                                                          |                                                          |   |  |                |                |                |  |
|  |                 |                   | 3               | Azuero            | 1 | 2                                                        | 3                                                        |                                                          |                                                          |                                                          |   |  |                |                |                |  |
|  |                 |                   |                 |                   |   |                                                          |                                                          |                                                          |                                                          |                                                          |   |  |                |                |                |  |
|  |                 |                   |                 |                   |   |                                                          |                                                          |                                                          |                                                          |                                                          |   |  |                |                |                |  |
|  |                 |                   |                 |                   |   |                                                          |                                                          |                                                          |                                                          |                                                          |   |  |                |                |                |  |
|  |                 |                   |                 |                   |   |                                                          |                                                          |                                                          |                                                          |                                                          |   |  |                |                |                |  |

### Play-Offs
Partido Único
| Fecha           | Hora  | Equipo local | Resultado | Equipo visitante  | Estadio             |
| --------------- | ----- | ------------ | --------- | ----------------- | ------------------- |
| 20 de noviembre | 20:00 | Azuero       | 2:1       | San Martín        | Los Milagros        |
| 20 de noviembre | 20:00 | Veraguas     | 0:1       | Atlético Nacional | Complejo de Atalaya |

### Semifinales

#### Semifinal 1
| Fecha           | Hora  | Equipo local      | Resultado    | Equipo visitante  | Estadio             |
| --------------- | ----- | ----------------- | ------------ | ----------------- | ------------------- |
| 23 de noviembre | 16:00 | Atlético Nacional | 3:3          | Colón C-3         | Javier Cruz         |
| 30 de noviembre | 20:00 | Colón C-3         | 0:0 (4:5 p.) | Atlético Nacional | Armando Dely Valdés |

#### Semifinal 2
| Fecha           | Hora  | Equipo local | Resultado | Equipo visitante | Estadio                   |
| --------------- | ----- | ------------ | --------- | ---------------- | ------------------------- |
| 24 de noviembre | 18:00 | Azuero       | 1:1       | Panamá Oeste     | Los Milagros              |
| 29 de diciembre | 20:00 | Panamá Oeste | 1:2       | Azuero           | Agustín "Muquita" Sánchez |

### Final
Partido Único
| Fecha          | Hora  | Equipo local | Resultado | Equipo visitante  | Estadio  |
| -------------- | ----- | ------------ | --------- | ----------------- | -------- |
| 6 de diciembre | 21:00 | Azuero       | 0:2       | Atlético Nacional | Maracaná |

## Estadísticas

### Máximos goleadores
Lista con los máximos goleadores de la competencia.
| Pos. | Posición | Jugador          | Equipo               | Goles |
| ---- | -------- | ---------------- | -------------------- | ----- |
| 1.º  |          | Manuel Morán     | Azuero FC            | 3     |
| 2.º  |          | Johnny Ruiz      | SD Panamá Oeste      | 2     |
| 3.º  |          | Abdiel Camargo   | Veraguas FC          | 1     |
| 3.º  |          | Alexis Cundumí   | Veraguas FC          | 1     |
| 3.º  |          | José Quiroz      | Veraguas FC          | 1     |
| 3.º  |          | Eros Trejos      | San Antonio FC       | 1     |
| 3.º  |          | Eliécer García   | San Antonio FC       | 1     |
| 3.º  |          | Rubén Martínez   | SD Atlético Nacional | 1     |
| 3.º  |          | Efraín Venega    | San Martín FC        | 1     |
| 3.º  |          | Roberto Ávila    | Azuero FC            | 1     |
| 3.º  |          | Ronnie Villareal | Azuero FC            | 1     |
| 3.º  |          | Raúl Moreno      | SD Panamá Oeste      | 1     |
| 3.º  |          | René Mendieta    | SD Panamá Oeste      | 1     |

- Datos: Q65116943